# Nela Čolić-Prizmić
Nela Čolić Prizmić (Osijek, 13. rujna 1966.) je hrvatska kazališna, televizijska i filmska glumica.

## Filmografija

### Televizijske uloge
- Spot "Heartbeat" grupe Pet Shop Boys kao Nevjesta (1988.)
- "Zabranjena ljubav" kao Ines Vražić (2005.)
- "Obični ljudi" kao sestra Lena (2006. – 2007.)
- "Ponos Ratkajevih" kao gospođa Richtmeier (2007. – 2008.)
- "Tužni bogataš" kao Vesna Barišić (2008.)
- "Zakon ljubavi" kao Olga Bakić (2008.)
- "Larin izbor" kao Larina stanodavka (2011.)
- "Žabica kraljica" kao pripovjedačica i pijetao (2019.) - TV-kazališna predstava

### Filmske uloge
- "Život sa stricem" (1988.)
- "Diploma za smrt" kao Dinka (1989.)
- "Gospa" (1994.)

## Vanjske poveznice
- Nela Čolić Prizmić u internetskoj bazi filmova IMDb-u (engl.)